# Billie Barry
Billie Barry (27 janvier 1921, Dublin - 30 septembre 2014, Dublin) est une professeure de danse et chorégraphe irlandaise.

## Biographie
Billie Barry est née le 27 janvier 1921 (ou 1927 selon certaines sources) dans le quartier de Drumcondra à Dublin. Elle est la fille de John Clarke-Barry, musicien et chef d'orchestre, et de Anne Hugues, chanteuse d'opéra amateure. Billie est le quinzième et dernier enfant de la famille.
Elle commence à se produire sur scène à l'âge de cinq ans en compagnie de ses sœurs.
En 1947 elle se marie avec Patrick (Paddy) O’Farrell qu'elle avait rencontré alors qu'elle était encore adolescente et avec qui elle était restée en contact. Après ce mariage, Billie devient femme au foyer et s'occupe des quatre enfants du couple. Ce n'est qu'en 1964 qu'elle renoue avec le monde du spectacle quand, Paddy souffrant d'une sclérose en plaques, elle doit trouver du travail. Elle décide alors de fonder une école de spectacle, la Billie Barry Stage School. Celle-ci ouvre le 11 novembre 1964 dans le quartier dublinois de Marino (en) avec 36 élèves.
Au cours de sa carrière, elle forma plusieurs milliers d'enfants au sein de l'école, parmi lesquels Angeline Ball (en), Brian McFadden ou encore Michael Graham.
Après 35 ans à la tête de l'école, elle quitte son poste en 1999, laissant la direction à sa fille Lorraine. 